# Luché-sur-Brioux
Pour les articles homonymes, voir Luché et Brioux.
Luché-sur-Brioux est une commune française située dans le département des Deux-Sèvres en région Nouvelle-Aquitaine.

## Géographie

### Communes limitrophes
Les communes limitrophes sont  Chef-Boutonne, Chérigné, Fontenille-Saint-Martin-d'Entraigues et Lusseray.

### Hydrographie

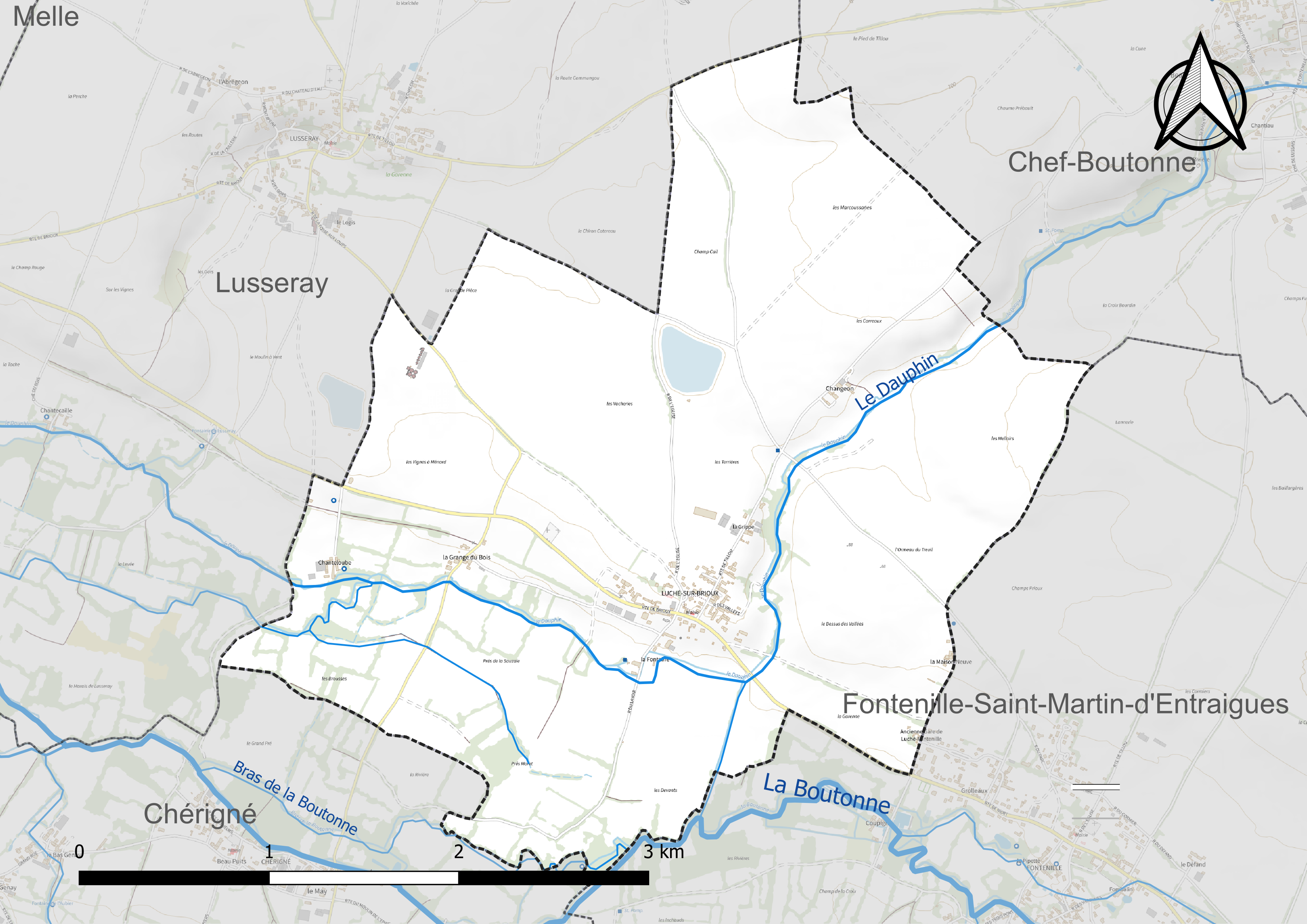
Carte hydrographique de la communes.

La commune est tangentée au sud par la Boutonne , le plus long affluent  en rive droite du fleuve côtier la Charente.
Le ruisseau "la Somptueuse" (ou Le Dauphin), qui prend sa source à Sompt, y conflue. Un deuxième ruisseau, "le Dauphin" qui prend sa source au lavoir du village vient grossir la "Boutonne" au niveau de Vezançais.

### Climat
Pour des articles plus généraux, voir Climat de la Nouvelle-Aquitaine et Climat des Deux-Sèvres.
Historiquement, la commune est exposée à un climat océanique du nord-ouest.  
En 2020, Météo-France publie une typologie des climats de la France métropolitaine dans laquelle la commune est exposée à un climat océanique et est dans la région climatique Poitou-Charentes, caractérisée par un bon ensoleillement, particulièrement en été et des vents modérés.
Pour la période 1971-2000, la température annuelle moyenne est de 12,1 °C, avec une amplitude thermique annuelle de 14,8 °C. Le cumul annuel moyen de précipitations est de 857 mm, avec 12,7 jours de précipitations en janvier et 7 jours en juillet. Pour la période 1991-2020, la température moyenne annuelle observée sur la station météorologique la plus proche, située sur la commune de Melle à 10 km à vol d'oiseau, est de 12,7 °C et le cumul annuel moyen de précipitations est de 902,7 mm,. Pour l'avenir, les paramètres climatiques de la commune estimés pour 2050 selon différents scénarios d’émission de gaz à effet de serre sont consultables sur un site dédié publié par Météo-France en novembre 2022.

## Urbanisme

### Typologie
Au 1er janvier 2024, Luché-sur-Brioux est catégorisée commune rurale à habitat dispersé, selon la nouvelle grille communale de densité à sept niveaux définie par l'Insee en 2022.
Elle est située hors unité urbaine et hors attraction des villes,.

### Occupation des sols

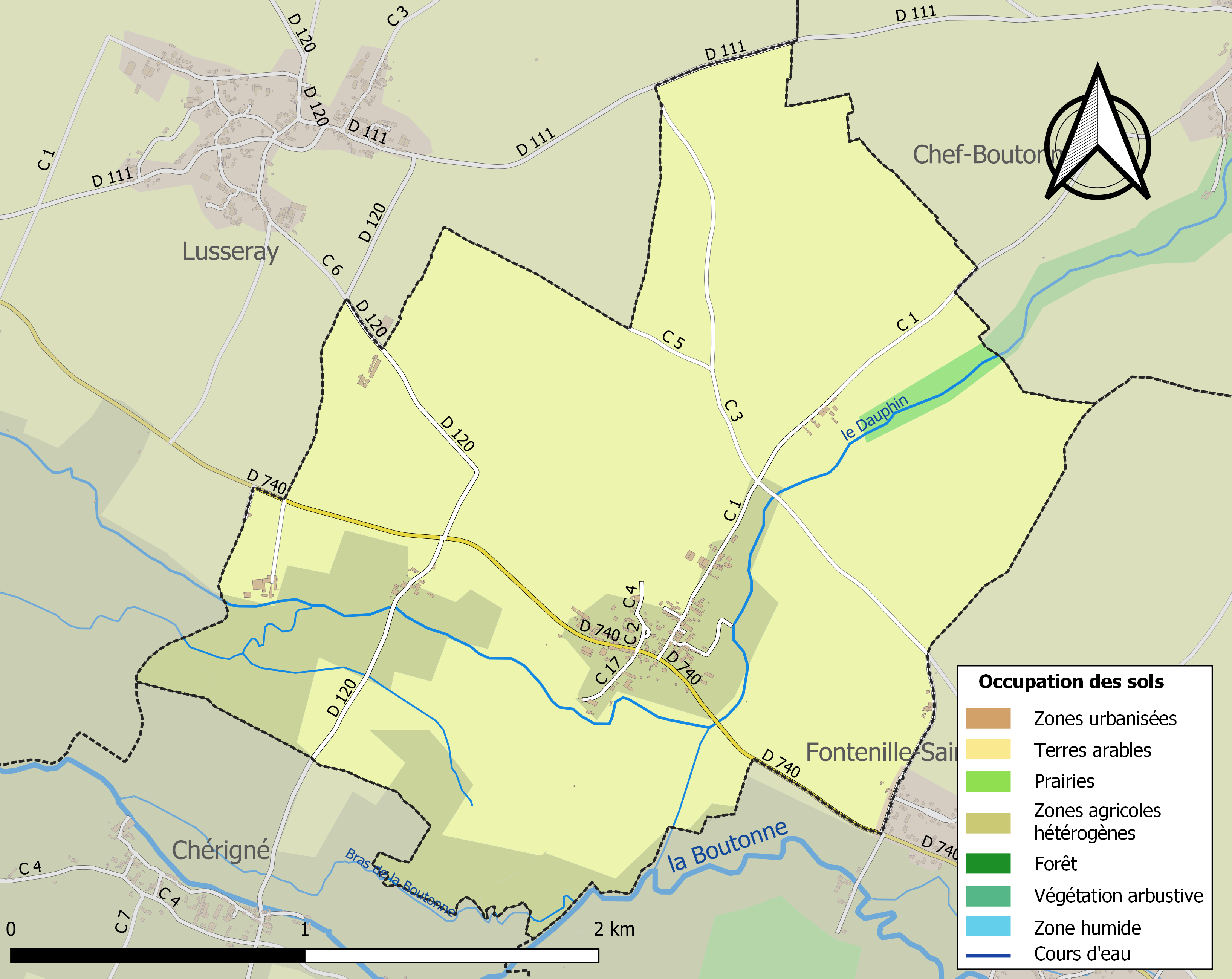
Carte des infrastructures et de l'occupation des sols de la commune en 2018 (CLC).

L'occupation des sols de la commune, telle qu'elle ressort de la base de données européenne d’occupation biophysique des sols Corine Land Cover (CLC), est marquée par l'importance des territoires agricoles (99,8 % en 2018), une proportion identique à celle de 1990 (99,8 %). La répartition détaillée en 2018 est la suivante : 
terres arables (81,9 %), zones agricoles hétérogènes (17 %), prairies (1 %), zones urbanisées (0,2 %). L'évolution de l’occupation des sols de la commune et de ses infrastructures peut être observée sur les différentes représentations cartographiques du territoire : la carte de Cassini (XVIIIe siècle), la carte d'état-major (1820-1866) et les cartes ou photos aériennes de l'IGN pour la période actuelle (1950 à aujourd'hui).

### Habitat et logement
En 2020, le nombre total de logements dans la commune était de 78, alors qu'il était de 74 en 2015 et de 75 en 2010.
Parmi ces logements, 74,4 % étaient des résidences principales, 12,8 % des résidences secondaires et 12,8 % des logements vacants. Ces logements étaient pour 100 % d'entre eux des maisons individuelles et pour 0 % des appartements.
Le tableau ci-dessous présente la typologie des logements à Luché-sur-Brioux en 2020 en comparaison avec celle des Deux-Sèvres et de la France entière. Une caractéristique marquante du parc de logements est ainsi une proportion de résidences secondaires et logements occasionnels (12,8 %) supérieure à celle du département (4,7 %) et à celle de la France entière (9,7 %). Concernant le statut d'occupation de ces logements, 79,3 % des habitants de la commune sont propriétaires de leur logement (83,9 % en 2015), contre 69,5 % pour les Deux-Sèvres et 57,5 pour la France entière.
| Typologie                                               | Luché-sur-Brioux | Deux-Sèvres | France entière |
| ------------------------------------------------------- | ---------------- | ----------- | -------------- |
| Résidences principales (en %)                           | 74,4             | 86,1        | 82,1           |
| Résidences secondaires et logements occasionnels (en %) | 12,8             | 4,7         | 9,7            |
| Logements vacants (en %)                                | 12,8             | 9,2         | 8,2            |

### Risques naturels et technologiques
Le territoire de la commune de Luché-sur-Brioux est vulnérable à différents aléas naturels : météorologiques (tempête, orage, neige, grand froid, canicule ou sécheresse), inondations, mouvements de terrains et séisme (sismicité modérée). Il est également exposé à un risque technologique,  le transport de matières dangereuses. Un site publié par le BRGM permet d'évaluer simplement et rapidement les risques d'un bien localisé soit par son adresse soit par le numéro de sa parcelle.

#### Risques naturels
Certaines parties du territoire communal sont susceptibles d’être affectées par le risque d’inondation par débordement de cours d'eau. La commune a été reconnue en état de catastrophe naturelle au titre des dommages causés par les inondations et coulées de boue survenues en 1982, 1999 et 2010,.

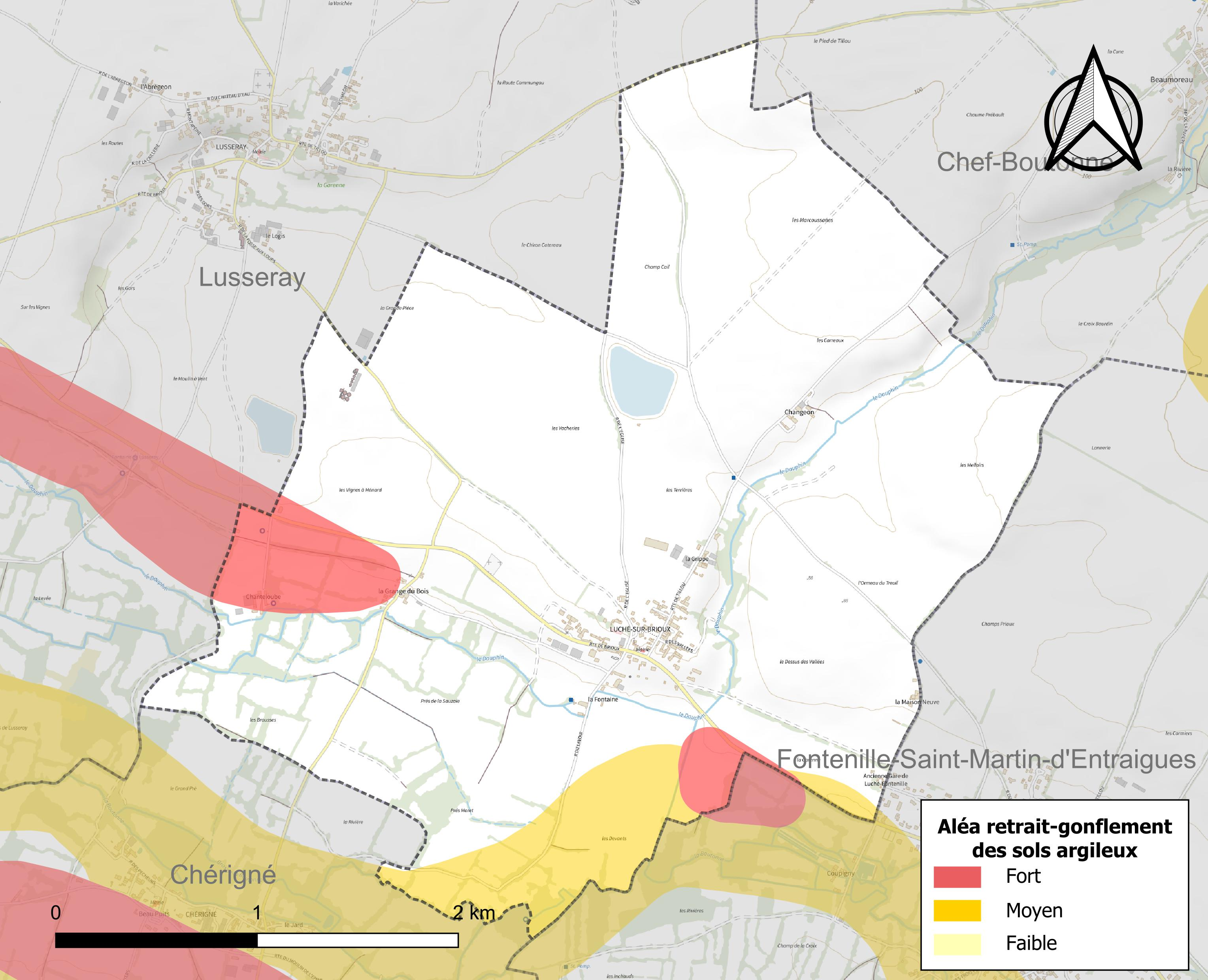
Carte des zones d'aléa retrait-gonflement des sols argileux de Luché-sur-Brioux.

Les mouvements de terrains susceptibles de se produire sur la commune sont des mouvements de terrains, notamment des tassements différentiels. Le retrait-gonflement des sols argileux est susceptible d'engendrer des dommages importants aux bâtiments en cas d’alternance de périodes de sécheresse et de pluie. 10,8 % de la superficie communale est en aléa moyen ou fort (54,9 % au niveau départemental et 48,5 % au niveau national). Depuis le 1er octobre 2020, en application de la loi ELAN, différentes contraintes s'imposent aux vendeurs, maîtres d'ouvrages ou constructeurs de biens situés dans une zone classée en aléa moyen ou fort,.
La commune a été reconnue en état de catastrophe naturelle au titre des dommages causés par la sécheresse en 2005 et par des mouvements de terrain en 1999 et 2010.

## Toponymie
La commune, instituée par la Révolution française sous le nom de Luché, prend ultérieurement celui de Luché-sur-Brioux.

## Politique et administration

### Rattachements administratifs et électoraux

#### Rattachements administratifs
La commune se trouve depuis 1926 dans l'arrondissement de Niort du département des Deux-Sèvres.
Elle faisait partie depuis 1793 du canton de Brioux-sur-Boutonne. Dans le cadre du redécoupage cantonal de 2014 en France, cette circonscription administrative territoriale a disparu, et le canton n'est plus qu'une circonscription électorale.

#### Rattachements électoraux
Pour les élections départementales, la commune fait partie depuis 2014 du canton de Mignon-et-Boutonne
Pour l'élection des députés, elle fait partie de la deuxième circonscription des Deux-Sèvres.

### Intercommunalité
Luché-sur-Brioux était membre de la petite communauté de communes du Val de Boutonne, un établissement public de coopération intercommunale (EPCI) à fiscalité propre créé fin 1994  et auquel la commune avait transféré un certain nombre de ses compétences, dans les conditions déterminées par le code général des collectivités territoriales.
Dans le cadre des dispositions de la loi portant nouvelle organisation territoriale de la République du 7 août 2015, qui prévoit que les établissements publics de coopération intercommunale (EPCI) à fiscalité propre doivent avoir un minimum de 15 000 habitants, cette intercommunalité a fusionné avec ses voisines pour former, le 1er janvier 2017, la communauté de communes Mellois en Poitou, dont est désormais membre la commune.

### Liste des maires
| Période      | Période                        | Identité          | Étiquette | Qualité                          |
| ------------ | ------------------------------ | ----------------- | --------- | -------------------------------- |
| mars 2001    | mars 2008                      | Maryse Pallard    |           |                                  |
| mars 2008    | avril 2014                     | Christian Coutant |           |                                  |
| avril 2014   | juin 2023                      | Yohann Richard    |           | Éducateur à Lezay Démissionnaire |
| octobre 2023 | En cours (au 30 novembre 2023) | Grégory Mann      |           | Conseiller en assurance          |

## Démographie
L'évolution du nombre d'habitants est connue à travers les recensements de la population effectués dans la commune depuis 1793. Pour les communes de moins de 10 000 habitants, une enquête de recensement portant sur toute la population est réalisée tous les cinq ans, les populations de référence des années intermédiaires étant quant à elles estimées par interpolation ou extrapolation. Pour la commune, le premier recensement exhaustif entrant dans le cadre du nouveau dispositif a été réalisé en 2005.

En 2022, la commune comptait 122 habitants, en évolution de −12,23 % par rapport à 2016 (Deux-Sèvres : +0,18 %, France hors Mayotte : +2,11 %).
| 1793 | 1800 | 1806 | 1821 | 1831 | 1836 | 1841 | 1846 | 1851 |
| ---- | ---- | ---- | ---- | ---- | ---- | ---- | ---- | ---- |
| 198  | 214  | 190  | 221  | 219  | 207  | 210  | 210  | 814  |

| 1856 | 1861 | 1866 | 1872 | 1876 | 1881 | 1886 | 1891 | 1896 |
| ---- | ---- | ---- | ---- | ---- | ---- | ---- | ---- | ---- |
| 211  | 204  | 198  | 209  | 198  | 200  | 240  | 237  | 212  |

| 1901 | 1906 | 1911 | 1921 | 1926 | 1931 | 1936 | 1946 | 1954 |
| ---- | ---- | ---- | ---- | ---- | ---- | ---- | ---- | ---- |
| 192  | 205  | 199  | 175  | 152  | 153  | 151  | 167  | 185  |

| 1962 | 1968 | 1975 | 1982 | 1990 | 1999 | 2005 | 2006 | 2010 |
| ---- | ---- | ---- | ---- | ---- | ---- | ---- | ---- | ---- |
| 200  | 198  | 158  | 140  | 143  | 139  | 133  | 136  | 143  |

| 2015 | 2020 | 2022 | - | - | - | - | - | - |
| ---- | ---- | ---- | - | - | - | - | - | - |
| 138  | 127  | 122  | - | - | - | - | - | - |

## Culture locale et patrimoine

### Lieux et monuments
- Église Saint-Hippolyte de Luché-sur-Brioux.

### Personnalités liées à la commune
- François Autain, (1935-2019), ancien député et ancien sénateur de la Loire-Atlantique, né dans la commune. Il est le frère de Yvan Dautin et l'oncle de Clémentine Autain

## Pour approfondir